# 房祺
房祺（?—?），平阳（今山西临汾）人，元朝政治人物。
生平不詳。自稱横汾隐者，曾为河中府教授，改大同路儒学教授，以潞州判官致仕。大德五年编成《河汾诸老诗集》八卷，收录麻革、张宇、陈庚、房皞、段克己、段成己、曹之谦等八人作品。著有《横汾集》，已佚。